# Aster Yohannes
Aster Yohannes est une vétéran du Front populaire de libération de l'Érythrée et une activiste indépendantiste. Après l'indépendance, elle travaillait au ministère de la Pêche et des Ressources maritimes en 1995. Elle est également l'épouse du politicien érythréen détenu Petros Solomon.
Elle a été arrêtée par des agents de sécurité à l'aéroport international d'Asmara le 11 décembre 2003, alors qu'elle revenait après une période d'études de trois ans à l'Université de Phoenix pour rejoindre ses enfants. Depuis lors, on ne sait pas où elle se trouve. Petros Solomon et Aster Yohannes ont eu quatre enfants.

## Biographie
Aster Yohannes étudie le génie électrique à l'Université d'Addis-Abeba. Au cours de sa deuxième année d'obtention du diplôme, elle rejoint le Front populaire de libération de l'Érythrée en 1979. Elle suit une formation de six mois et est désignée comme combattante. En 1982, elle épouse Petros Solomon, l'un des principaux membres du front. Le couple a quatre enfants Simon, les jumeaux Zerai et Hanna et Meaza. Le couple combat pour l'indépendance de l'Éthiopie, que la nation obtient en 1993. En 1995, elle travaille pour le ministère de la Pêche et des Ressources maritimes. Elle s'inscrit à l'Université de Phoenix en janvier 2000 pour terminer ses études. De retour chez eux, dans le cadre d'une initiative nommée G-15, Petros Salomon et 15 autres ministres sont arrêtés par le front au pouvoir et détenus depuis dans un lieu inconnu. Les ministres critiquaient la guerre frontalière du président de l'époque, Isaia, et ont signé une lettre ouverte. Son mari est licencié avec d'autres membres de l'opposition et est arrêté le 18 septembre 2001. Il est considéré comme un prisonnier d'opinion par Amnesty International.
En raison de la situation politique en Érythrée, elle obtient un visa pour ses enfants de la part des États-Unis et demande au gouvernement érythréen de leur accorder la sortie vers les États-Unis. Le gouvernement rejette ses demandes.

### Arrestation
Elle est arrêtée par des agents de sécurité à l'aéroport international d'Asmara, le 11 décembre 2003, à son retour après une période d'études de trois ans à l'Université de Phoenix en Arizona, aux États-Unis. Elle revient en Érythrée avec un nouveau passeport érythréen, pour être avec ses quatre enfants âgés de 6 à 13 ans au moment de son arrestation. Pendant son absence, ses enfants avaient été pris en charge par sa mère. Elle est incarcérée dans un lieu non divulgué par le gouvernement érythréen depuis décembre 2003. Avant son départ des États-Unis en Érythrée, elle aurait reçu des assurances de sécurité de la part de l'ambassadeur érythréen aux États-Unis de l'époque, Girma Asmerom. Les autorités érythréennes ne donnent cependant aucune raison à son arrestation ou ne divulguent pas son lieu de détention. Elle n'est pas autorisée à rencontrer sa famille. Amnesty International craint qu'elle ne soit soumise à la torture ou à des mauvais traitements. Tsedal Yohannes, la sœur d'Aster, se bat contre le gouvernement érythréen au sujet du statut de sa sœur depuis Londres.